# Triplophysa coniptera
Triplophysa coniptera är en fiskart som först beskrevs av Turdakov, 1954.  Triplophysa coniptera ingår i släktet Triplophysa och familjen grönlingsfiskar. Inga underarter finns listade i Catalogue of Life.